# A Commitment to Our Roots
A Commitment To Our Roots (förkortat ACTOR), en organisation grundad 2001 i syfte att ge ekonomisk hjälp till serieskapare med svåra ekonomiska problem. Traditionellt sett har amerikanska serieskapare varit underbetalda och saknat både sjukförsäkring och pension.

## Verksamhet
ACTOR samlar in pengar genom att bland annat anordna auktioner av serieoriginal. Sedan grundandet 2001 har ACTOR betalat ut nära 80 000 dollar till nödställda serieskapare. En av de som trätt fram offentligt är William Messner-Loebs.

## Organisation
ACTOR har en styrelse som sköter ekonomin och ett verkställande utskott som behandlar ansökningar. Styrelsen består för närvarande av följande personer:
- Jim McLauchlin, f.d. skribent och redaktör för Wizard, numera chefredaktör för Top Cow
- Pat McCallum, chefredaktör för och grundare av Wizard
- Brian Pulido, serieskapare mest känd för "Lady Death", f.d. chef för Chaos! Comics
- Joe Quesada, serieskapare och chefredaktör för Marvel Comics
- Mike Richardson, ansvarig utgivare för och skapare av Dark Horse Comics
- Jim Valentino, serieskapare och chef för Image Comics

Det verkställande utskottet består för närvarande av följande personer:
- George Pérez, serieskapare känd för bl.a. "New Teen Titans" och "Avengers"
- Roy Thomas, serieskapare och f.d. redaktör för bl.a. "Conan"
- Dick Giordano, serieskapare som är mest känd för sin tuschning och som dessutom varit redaktör på både DC Comics och Charlton
- Charlie Novinskie, har jobbat på Topps Comics och driver numera Mecca Comics
- Dennis O’Neil, serieskapare och f.d. redaktör, legendarisk för sitt arbete på "Batman" och "Green Lantern"
- John Romita Sr, serieskapare känd från "Spider-Man"